# هرص
الهرص (بالإنجليزية: Tetter)‏ مُصطلح يُشير إلى أي حالة جلدية تتميز بطفح حويصلي مُحمر مع حكة شديدة. تتضمن الأمراض الشائعة التي تُدعى بالهرص:
- التهاب الجلد ومرض دورنج
- الهربس
- برفيرية جلدية آجلة
- صدفية
- قوباء حلقية وسعفة ساقية